# Велимир Найдгардт

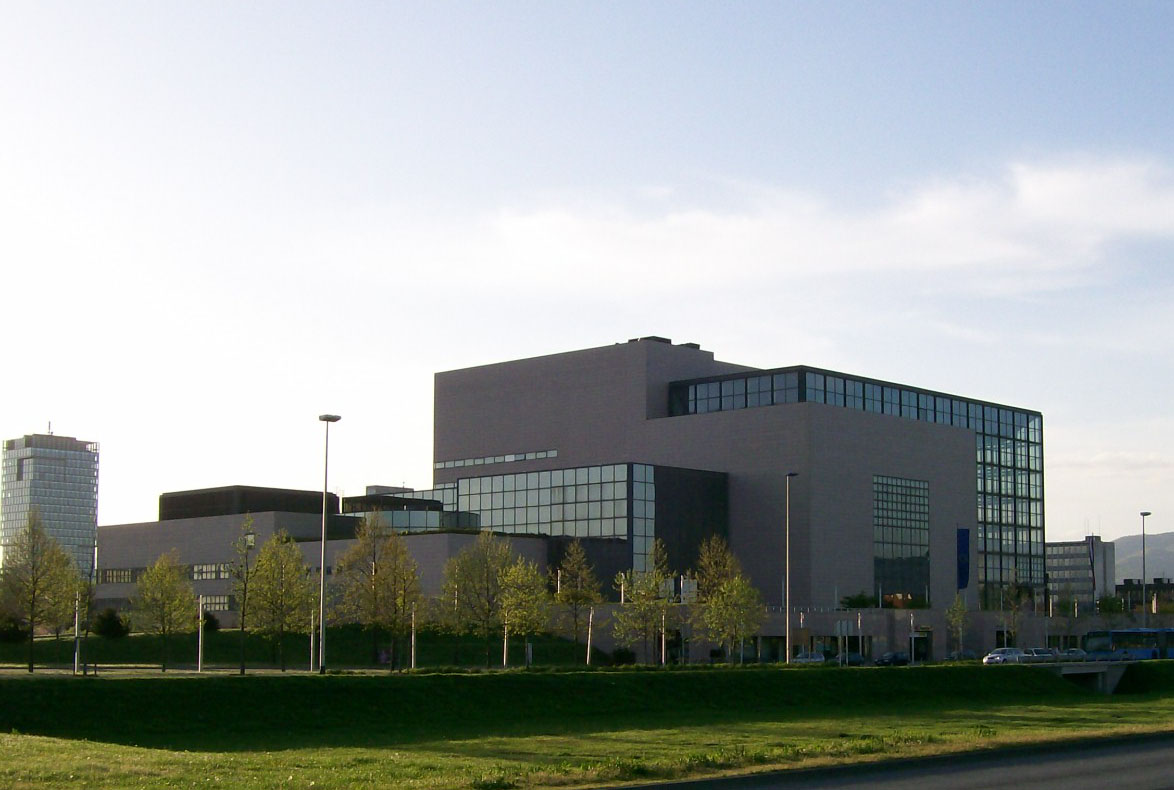
Загребська національна й університетська бібліотека

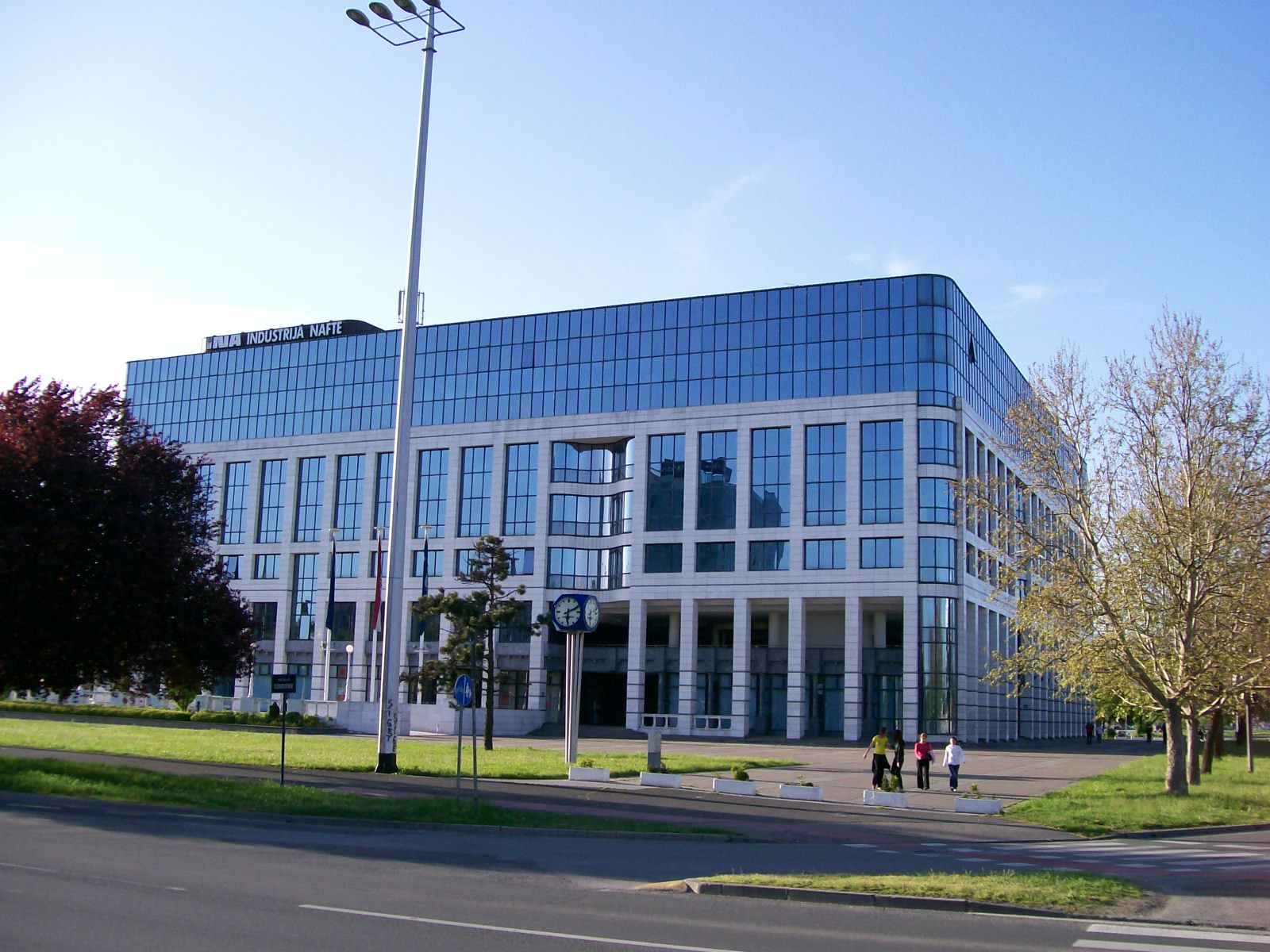
Будівля «INA» (1989)

Велимир Найдгардт (хорв. Velimir Neidhardt; нар. 7 жовтня 1943, Загреб) — хорватський архітектор, академік, президент Хорватської академії наук і мистецтв.

## Життєпис
Закінчив архітектурний факультет Загребського університету 1967 року.
Працює професором архітектурного факультету Загребського університету. З 1991 року дійсний член Хорватської академії наук і мистецтв. У 1995—1999 роках був головою Спілки хорватських архітекторів. З 1 січня 2011 по 31 грудня 2018 був віце-президентом Хорватської академії наук і мистецтв, а з 1 січня 2019 став її президентом. Із червня 2015 — член-кореспондент Словенської академії наук і мистецтв.
Найголовніший витвір Найдгардта — будинок Національної й університетської бібліотеки в Загребі.